# Supertaça Cândido de Oliveira de 2019
A Supertaça Cândido de Oliveira de 2019 foi a 41.ª edição da Supertaça Cândido de Oliveira. 
Opôs o campeão nacional Benfica, enquanto vencedor da Primeira Liga de 2018–19, ao Sporting, vencedor da Taça de Portugal de 2018–19.

## Historial na prova
O Benfica, qualificou-se para a sua 20.ª participação na Supertaça Cândido de Oliveira, uma vez que foi Campeão Nacional, tendo anteriormente conquistado 7 títulos na prova. 
O Sporting, qualificou-se para a sua 10.ª participação na Supertaça Cândido de Oliveira, uma vez que venceu a Taça de Portugal, tendo anteriormente conquistado 8 títulos na prova.

## Qualificação
O Benfica qualificou-se para a Supertaça Cândido de Oliveira de 2019 enquanto Campeão Nacional e vencedor da Primeira Liga de 2018–19. 
O Sporting qualificou-se para esta edição da Supertaça enquanto vencedor da Taça de Portugal de 2018–19.

## Estádio
O estádio escolhido para a disputa da Supertaça Cândido de Oliveira de 2019 foi o Estádio do Algarve, em Faro. Inaugurado em 2003 e com uma lotação de 30.305 lugares, foi a 4.ª Supertaça disputada neste estádio, desde que em 2001 a Supertaça passou a disputar-se em jogo único.

## Partida
| 4 de Agosto de 2019 | Benfica                                                 | 5 – 0 | Sporting | Estádio do Algarve                                 |
| 20:45               | Rafa 40' · Pizzi 60' 75' · Grimaldo 64' · Chiquinho 90' |       |          | Público: 28 636 Árbitro: Nuno Almeida (AF Algarve) |

## Vencedor
| Supertaça Cândido de Oliveira 2019 |
| ---------------------------------- |
| Benfica (8º Título)                |